# Aeromechanika

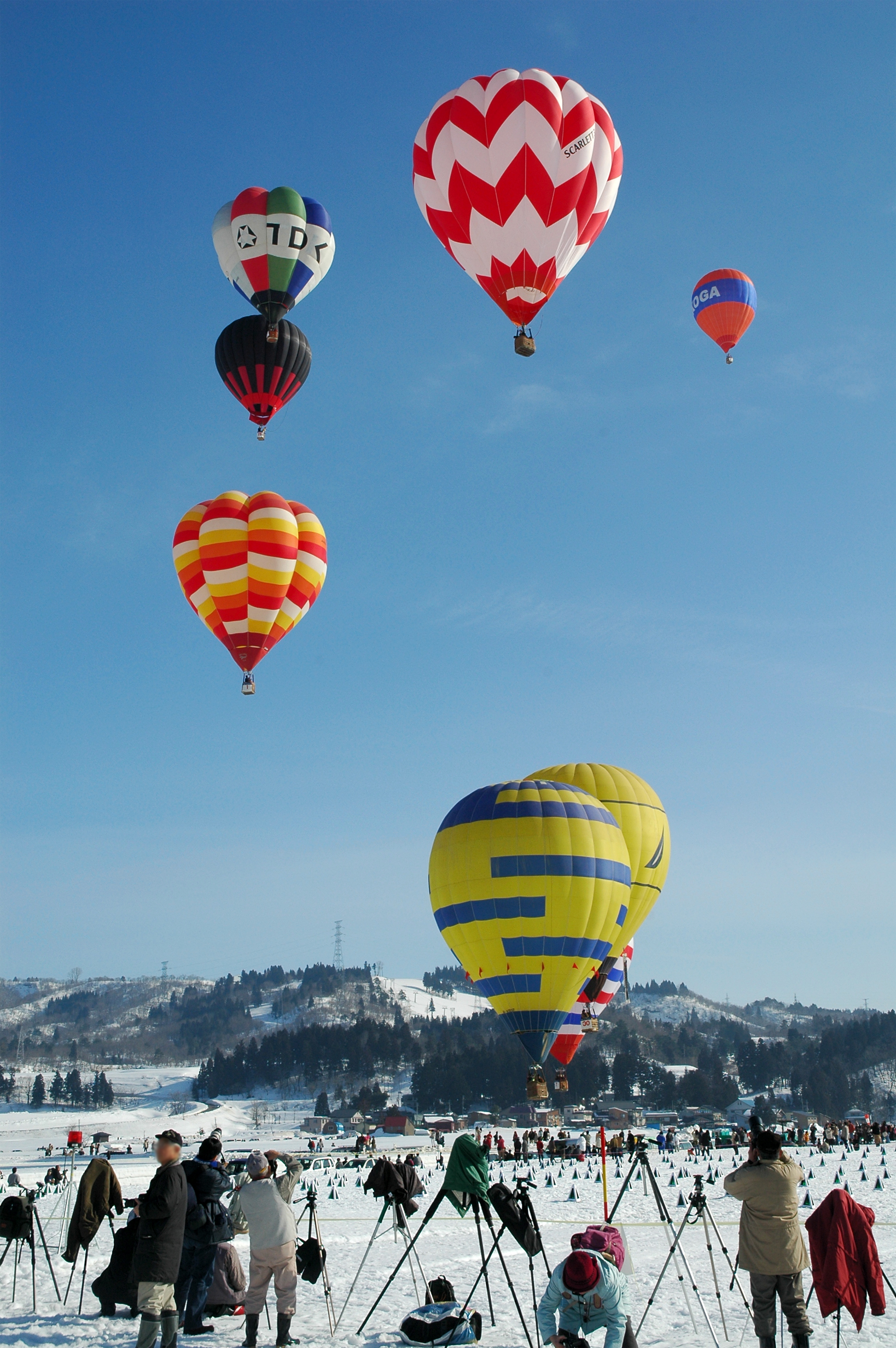
Balony fungují na principu aeromecaniky

Aeromechanika je obor mechaniky, zkoumající chování plynů při působení vnějších sil, při jejich relativním pohybu vůči pevným tělesům a při jejich pohybu v uzavřených prostorách. Zákony, které studuje, jsou v určitých oblastech velmi podobné zákonům hydromechaniky. Aeromechanika nezkoumá molekulární vlastnosti látek.

## Dělení
- aerostatika - zkoumání chování plynů v klidu
- aerodynamika - zkoumání silového působení na těleso, které je obtékáno proudem vzduchu

Rozdíly způsobuje především stlačitelnost a podstatně menší viskozita plynů.